# Freitas Cavalcanti
Antônio de Freitas Cavalcanti (Penedo, 12 de dezembro de 1908 – Maceió, 29 de agosto de 2002) foi um político brasileiro.
Antônio de Freitas Cavalcanti nasceu em Penedo (AL) no dia 12 de dezembro de 1908, filho de Augusto Vieira Cavalcanti e de Aurora de Freitas Cavalcanti. Descendia de tradicional família alagoana, com larga influência na vida pública do estado.
Fez os primeiros estudos na sua cidade natal, cursando humanidades em Aracaju, no Colégio Tobias Barreto. Durante os anos 1929-1930, escreveu sobre assuntos políticos em jornais de Maceió e de Belo Horizonte. Ingressou em seguida na Faculdade de Direito de Recife e, ainda acadêmico, integrou uma delegação universitária enviada a Buenos Aires para assistir à Conferência Interamericana presidida por Franklin Roosevelt, presidente dos Estados Unidos. Em 1934 representou Alagoas no Congresso de Ensino Regional, realizado em Salvador. Concluiu o curso universitário, formando-se em ciências jurídicas e sociais, em 1936, e especializou-se em direito criminal e constitucional. Em Maceió, onde dirigiu o Diário do Povo, exerceu as funções de diretor da Imprensa Oficial, inspetor do ensino, secretário de Estado e, em 1940, delegado seccional do Recenseamento da República. De 1944 a 1945 foi professor catedrático de teoria do Estado na Faculdade de Direito de Alagoas.
Com o fim do Estado Novo (1937-1945) e o início do processo de redemocratização do país, elegeu-se, em dezembro de 1945, deputado por Alagoas à Assembléia Nacional Constituinte, na legenda da União Democrática Nacional (UDN). Empossado em fevereiro de 1946, participou dos trabalhos constituintes e, após a promulgação da nova Carta (18/9/1946), passou a exercer o mandato ordinário, integrando a Comissão Especial da Bacia do São Francisco, a Comissão Permanente do Serviço Público Civil e, como suplente, a Comissão Permanente de Agricultura da Câmara. Reeleito em outubro de 1950, ainda na legenda da UDN, tornou-se membro da Comissão de Finanças da Câmara dos Deputados.
Em outubro de 1954 elegeu-se senador por Alagoas, sempre na legenda udenista. Concluiu o mandato de deputado em janeiro de 1955, assumindo a cadeira no Senado no mês seguinte. Ainda em 1955 passou a ocupar o cargo de segundo-secretário da mesa do Senado. Exerceu o mandato até maio de 1961, quando foi nomeado, pelo presidente Jânio Quadros, ministro do Tribunal de Contas da União (TCU), cargo em que se aposentou em novembro de 1977.
Faleceu em Maceió no dia 29 de agosto de 2002.
Casou-se com Deolinda de Freitas Cavalcanti, com quem teve cinco filhos.
Publicou Margem do projeto constitucional (1946), O problema do São Francisco e A Profecia das Águas (1985).